# Basilique et sanctuaire de Notre-Dame du Perpétuel Secours de Boston
Pour les articles homonymes, voir Basilique de Notre-Dame du Perpétuel Secours.
La Basilique et sanctuaire de Notre-Dame du Perpétuel Secours de Boston est une basilique située à Boston aux États-Unis dans l'État du Massachusetts.
Elle est conçue dans le style de la renaissance romane avec ses arcs ronds et aussi dans le style néogothique notamment au niveau des tours.
L'intérieur regorge de trésors. Le marbre resplendit de partout mais principalement dans les détails complexes du maître autel en marbre blanc de Carrare - le point central des sept autels de l'église.
Les Rédemptoristes ont placé une statue de Notre-Dame des Douleurs au-dessus du tabernacle.

## Historique
Les travaux ont commencé en 1874 selon les plans de l'agence Schickel and Ditmars spécialiste dans la conception d'église et l'église a été consacrée en 1878. Les deux tours ont été ajoutées en 1910, suivant les plans de l'architecte Franz Joseph Untersee
Le 8 décembre 1954, en la fête de l'Immaculée-Conception, grâce à l'intercession du cardinal Richard Cushing, le pape Pie XII a élevée l'église de la mission au rang de basilique. Afin de mériter ce titre, une église doit posséder une architecture imposante, un nombre substantiel de visiteurs, et un important trésor spirituel.
Elle a été classée monument historique en 1989 en étant ajoutée au Registre national des lieux historiques des États-Unis

## Dimensions
Les dimensions de l'édifice sont les suivantes , :
- hauteur intérieure : 34,7 m ;
- longueur : 65,5 m ;
- hauteur des tours de la façade : 65,5 m et 59,9 m
- hauteur du dôme central au transept ; 33,5 m

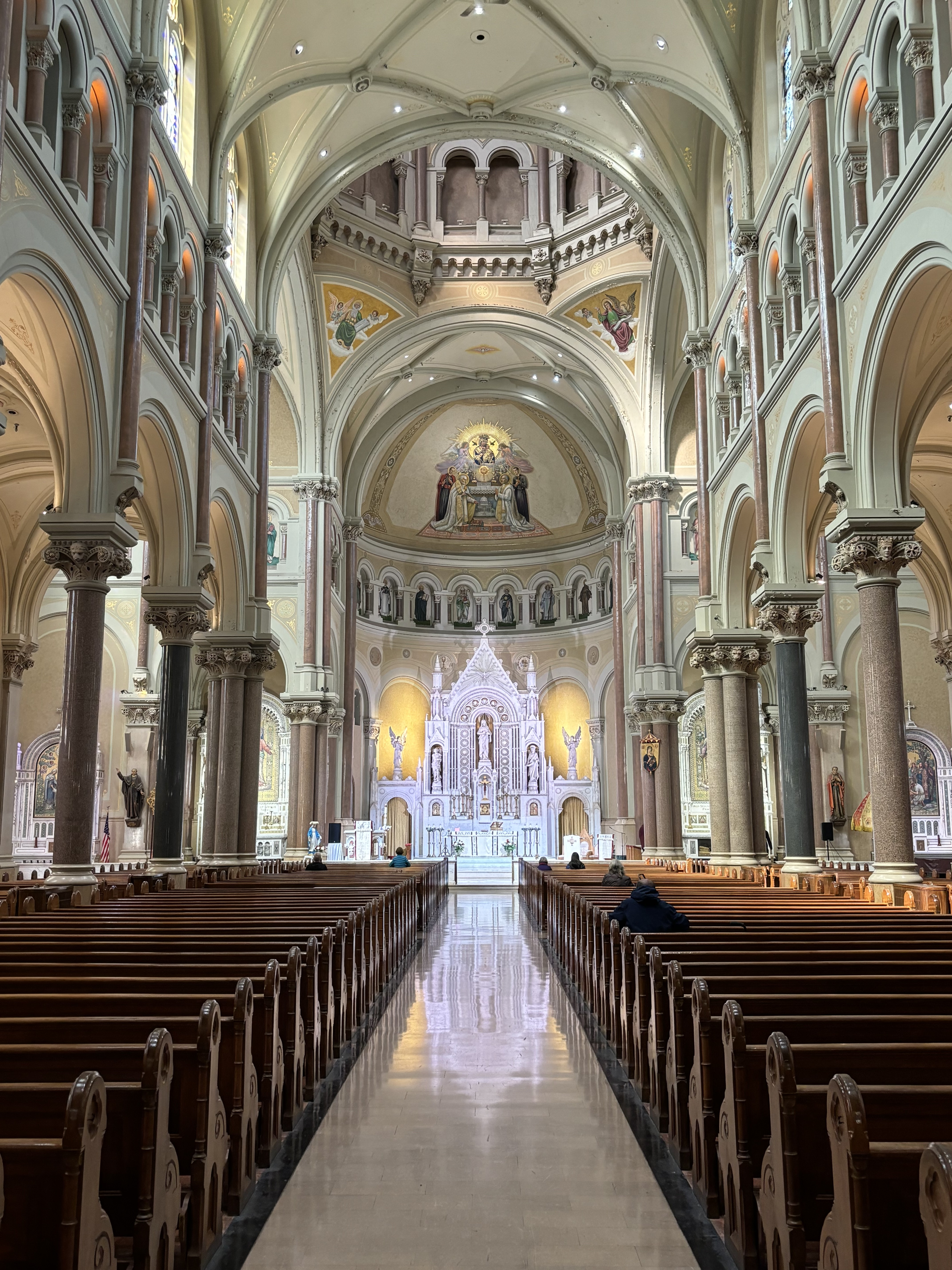
Intérieur de la basilique.

- largeur au transept ; 35,1 m.

L'édifice peut accueillir 4 000 personnes dont 2 000 assises.